# Карл Гюнтер фон Шварцбург-Рудолщат (1771–1825)
Карл Гюнтер фон Шварцбург-Рудолщат (на немски: Karl Günther Prinz zu Schwarzburg-Rudolstadt; * 23 август 1771, Рудолщат; † 4 февруари 1825, Рудолщат) от фамилията на Шварцбургите, е принц от Шварцбург-Рудолщат.

## Произход
Той е вторият син на княз Фридрих Карл I фон Шварцбург-Рудолщат (1736 – 1793) и първата му съпруга принцеса Фредерика София фон Шварцбург-Рудолщат (1745 – 1778), дъщеря на княз Йохан Фридрих фон Шварцбург-Рудолщат и Бернардина Кристиана фон Сакс-Ваймар-Айзенах. Баща му се жени втори път 1780 г. за херцогиня Августа Луиза фон Саксония-Гота-Алтенбург (1752 – 1805). По-малък брат е на княз Лудвиг Фридрих II фон Шварцбург-Рудолщат (1767 – 1807), съпруг от 1791 г. на Каролина фон Хесен-Хомбург (1771 – 1854), по-голямата сестра на съпругата му.

## Фамилия
Карл Гюнтер се жени на 19 април (или юли) 1793 г. в Хомбург за принцеса Луиза Улрика фон Хесен-Хомбург (* 26 октомври 1772, Хомбург; † 18 септември 1854, Рудолщат), дъщеря на ландграф Фридрих V Лудвиг фон Хесен-Хомбург (1748 – 1820) и принцеса Каролина фон Хесен-Дармщат (1746 – 1821). Те имат децата:
- Фридрих (*/† 6 октомври 1798, Рудолщат)
- Лудвиг Хайнрих Теодор (* 9 май 1800, Рудолщат; † 20 юли1800, Рудолщат)
- Франц Фридрих Карл Адолф (* 27 септември 1801, Рудолщат; † 1 юли 1875, Рудолщат), фелдмаршал-лейтенант, женен на 27 септември 1847 г. във Валденбург за принцеса Матилда фон Шьонбург-Валденбург (* 18 ноември 1826, Валденбург; † 22 март 1914, Рудолщат), дъщеря на 2. княз Ото Виктор I фон Шьонбург и принцеса Текла фон Шварцбург-Рудолщат
- Каролина Августа Луиза Амалия (* 4 април 1804, Рудолщат; † 14 януари 1829, Рудолщат), омъжена на 6 август 1825 г. за принц Георг фон Анхалт-Десау (* 21 февруари 1896, Десау; † 16 октомври 1865, Дрезден)
- Вилхелм Фридрих (* 31 май 1806, Рудолщат; † 29 март 1849, Дрезден)
- Каролина Ирена Мария фон Шварцбург-Рудолщат (* 6 април 1809, Рудолщат; † 29 март 1833, Арнщат на 23 години), омъжена на 12 март 1827 г. в Рудолщат за княз Гюнтер Фридрих Карл II фон Шварцбург-Зондерсхаузен (* 24 септември 1801; † 15 септември 1889)